# 入江則雅
入江 則雅（いりえ のりまさ、1965年7月26日 - ）は、日本の男性声優、俳優、フリーアナウンサー、リングアナウンサー、塾講師。大阪府出身。

## 経歴・特色
幼少の頃より「アクタープロ」に所属し、子役としてテレビ・舞台・映画などで芸能活動を行う。大阪出身のため、ネイティブな関西弁の演技が出来る声優が集められた1981年のテレビアニメ『じゃりン子チエ』では小林マサル役でレギュラー出演し、有名となる。1983年以降は東京に移り、映画出演の他、俳優養成所講師やプロレス団体のリングアナウンサー、映画プロデューサーなど、幅広く活動の場を広げる。
現在は、東京にある小学校・幼稚園受験のための家庭塾「ディアチャイルド」で、代表取締役社長兼主任講師を務めている。

## エピソード
『機動戦士ガンダム』のファンであり、ナレーションを担当していた永井一郎とは『じゃりン子チエ』で共演を果たしている（永井は「小鉄」役）。
しかし当時の入江は大阪在住で、永井ら東京在住の声優陣とは基本的に収録が別々に行われていたために現場で会う機会が一度もなかった。結局対面が叶ったのは番組最終回の打ち上げパーティーだったが、そこでオープニングナレーションのくだりを永井に披露してもらい、感激したという。
映画「火垂るの墓」で主演を務めた辰巳努は、当時入江の所属していた事務所の後輩であり、「じゃりン子チエ」にもエキストラとして出演していたとの事。

## 後任
入江の持ち役を引き継いだのは以下の通り。
- 谷真佐茂 - 『チエちゃん奮闘記 じゃりン子チエ』（小林マサル役）
- 松本さち - 『CRじゃりン子チエ』（小林マサル役）

## 出演作品

### テレビドラマ
1980年
- 必殺仕事人IV（1983年 - 1984年）ABCテレビ
  - 第8話「せんとりつ 子供をもらう!?」（1983年）- 孝三郎 役
  - 第15話「順之助 いよいよ受験する」（1984年2月10日）- 脇坂新太郎 役

### 映画
1980年
- 父よ母よ!（淳一）

1989年
- ファンシィダンス（一裕）

1990年
- ふうせん（神輿会の男A）

### テレビアニメ
1981年
- じゃりン子チエ（マサル[3]）